# Andrzej Nowak (pianista)
Andrzej Jerzy Nowak (ur. 4 lipca 1942, zm. 17 sierpnia 2015 w Krakowie) – polski pianista, członek zespołu Niemen Aerolit.

## Życiorys
Był absolwentem Wyższej Szkoły Muzycznej w Krakowie. W 1963 roku uzyskał II miejsce w kategorii solistów na Konkursie Zespołów Amatorskich Polski Południowej, zaś w 1964 roku podczas II Krajowego Festiwalu Piosenki Polskiej w Opolu nagrodę specjalną za piosenkę Niebieska patelnia do słów Wiesława Dymnego (był to jeden z hymnów krakowskiej Piwnicy pod Baranami). Należał do artystycznej bohemy Krakowa. Koncertował w klubach studenckich Krakowa: Helicon i Pod Jaszczurami oraz z Big Bandem Pagartu. W latach 70. XX wieku był pianistą zespołu Aerolit akompaniującego Czesławowi Niemenowi z którym nagrał album Niemen Aerolit wydany w 1975 roku nakładem Polskich Nagrań. Był także kierownikiem muzycznym zespołu Maryli Rodowicz. Współpracował m.in. z grupą Paradox, Helmutem Nadolskim, Michałem Urbaniakiem, Januszem Muniakiem, Andrzejem Dąbrowskim, Przemkiem Dyakowskim, Piotrem Baronem, Zbigniewem Wodeckim, piwnicznym artystą Piotrem Kubą Kubowiczem oraz z zespołem Blues Menu. Koncertował w Kanadzie, USA i Skandynawii (przez wiele lat mieszkał w Norwegii). Zmarł 17 sierpnia 2015 roku i został pochowany na Cmentarzu Podgórskim (kwatera XXI-3-52).

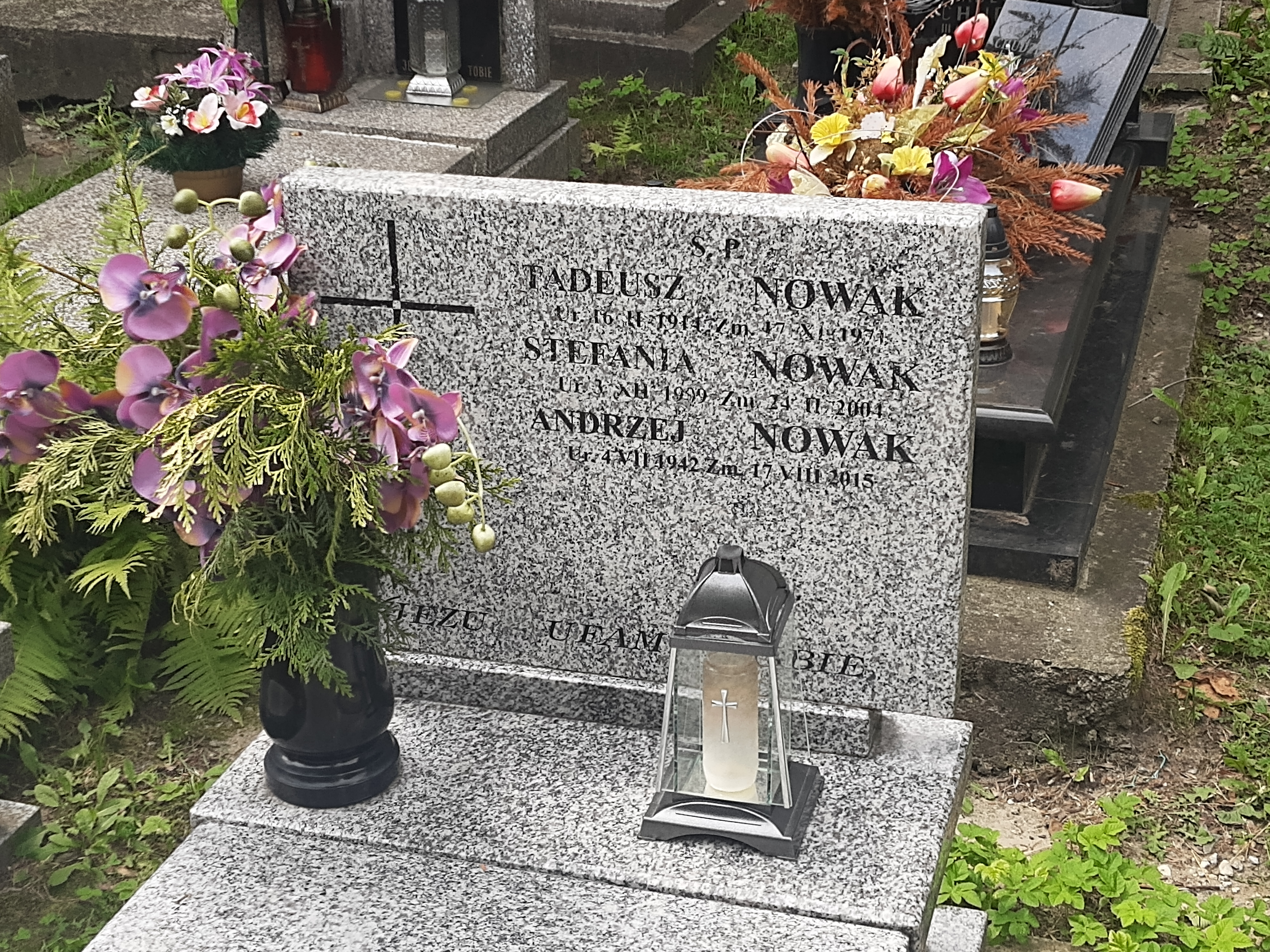
grób Andrzeja Nowaka na Cmentarzu Podgórskim

## Życie prywatne
Andrzej Nowak był mężem Doroty Terakowskiej. Z tego związku urodziła im się córka Katarzyna T. Nowak, która podobnie jak matka publikowała w Gazecie Krakowskiej i Przekroju.